# くだみみの猫
『くだみみの猫』（くだみみのねこ）は、中山幸による日本の漫画作品。『月刊コミックアライブ』（KADOKAWA・メディアファクトリー発行）にて2014年3月号から2018年1月号まで連載された後、『コミックキューン』に移籍し2018年1月号から連載中。
クダという悪霊に取り憑かれたことで頭に猫の耳（状のもの）が生えてしまった少女・飯綱子猫が、召喚した式神・鎖神七晩とともに悪霊を退散したり、七晩の特技を悪用した趣味に悩まされたりする様子などを描く。

## 登場人物
声はドラマCDのもの。
飯綱 子猫（いいづな ねねこ）
声 - 小松未可子
　主人公で15才。鎖神を操る巫女。幼少期に“クダ”に襲われて獣耳(猫耳)が生えてしまった。そのため、周りの子供にいじめられてしまい人目を避けて引きこもる様になる。
鎖神 七晩（さがみ しちかげ）
声 - 櫻井孝宏
草乃市 宮（そうのいち みや）
声 - 井口裕香
切神 新月（さいがみ しんげつ）
声 - 鈴村健一
若 ゆかり（わか ゆかり）
声 -  南條愛乃
重神 未来（おもがみ みらい）
声 - 代永翼
玉依 めめ（たまより めめ）
声 - 小倉唯
守神 縁（もがみ えにし）
声 - 三木眞一郎
斉宮 千夜（いつき ちや）
声 - 小澤亜李
時神（ときがみ）
声 - 鈴木達央

## 書誌情報
- 中山幸 『くだみみの猫』 KADOKAWA メディアファクトリー〈MFコミックス アライブシリーズ〉、既刊11巻（2022年6月22日現在）
  1. 2014年6月23日発売[6]、ISBN 978-4-04-066588-7
    - 藤原ここあ、なもり、原悠衣が描き下ろしイラストを寄せている[7]。

  2. 2014年10月23日発売[8]、ISBN 978-4-04-066872-7
  3. 2015年5月23日発売[9]、ISBN 978-4-04-067519-0
  4. 2015年10月23日発売[10]、ISBN 978-4-04-067801-6
  5. 2016年7月23日発売[11]、ISBN 978-4-04-068276-1
  6. 2017年1月23日発売[12]、ISBN 978-4-04-068599-1
    - ドラマCD付き限定版[13] ISBN 978-4-04-068598-4

  7. 2017年11月22日発売[14]、ISBN 978-4-04-069524-2
  8. 2019年1月23日発売[15]、ISBN 978-4-04-065342-6
  9. 2020年1月23日発売[16]、ISBN 978-4-04-064030-3
  10. 2021年3月23日発売[17]、ISBN 978-4-04-680264-4
  11. 2022年6月22日発売[18]、ISBN 978-4-04-681231-5

## ドラマCD
2015年9月25日に「ドラマCD くだみみの猫」が発売され、2016年12月2日に第2弾「ドラマCD くだみみの猫 初めての学校」が発売された。いずれも発売元はフロンティアワークス、販売元はKADOKAWA メディアファクトリー。その他に、単行本第3巻のアニメイト限定版と単行本第6巻の限定版にドラマCDが付属している。